# Leader of Men
Singles de Nickelback
Fly
(1996) Old Enough
(2000)
Leader of Men est le second single du groupe Nickelback et le premier de l'album Nickelback sorti en 2000.

## Classements
| Classement (1998)            | Meilleure position |
| ---------------------------- | ------------------ |
| États-Unis (Mainstream Rock) | 8                  |

## Liste des chansons
| 1.    | Leader of Men              | 3:30 |
| 2.    | Leader of Men (acoustique) | 3:24 |
| 3.    | Just Four                  | 3:53 |
| 10:47 |                            |      |